# Кумкешу
Кумкешу (каз. Құмкешу) — село в Амангельдинском районе Костанайской области Казахстана. Административный центр Кумкешуского сельского округа. Находится примерно в 28 км к западу-юго-западу от села Амангельды, административного центра района. Расположен на высоте 128 метров над уровнем моря. Код КАТО: 393461100.

## Население
В 1999 году численность населения села составляла 826 человек (426 мужчин и 400 женщин). По данным переписи 2009 года, в селе проживало 802 человека (406 мужчин и 396 женщин).